# أوديسو إليتيس
أوديسو إليتيس (باليونانية: Οδυσσέας Ελύτης) (1911 -1996)، هو شاعر يوناني. يمكن اعتباره من الدعاة الرئيسيين للحداثة الرومانسية في اليونان والعالم. وهو حاصل على جائزة نوبل في الأدب لسنة 1979.
ولد في مدينة كاندية بجزيرة كريت، يوم 2 نوفمبر 1911، انتقلت عائلته لاحقًا إلى أثينا، حيث تخرج الشاعر من المدرسة الثانوية وحضر لاحقًا دورات كمدرس مدقق في كلية الحقوق بجامعة أثينا. وفي عام 1935 نشر إليتس أول قصيدة له في مجلة رسائل جديدة (Νέα Γράμματα)ْء.

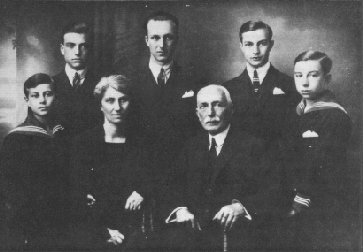
عائلة إليتس (ألبوديليس) ، 1917

من عام 1969 إلى عام 1972 في ظل الحكم العسكري اليوناني نفى إليتس نفسه إلى باريس.

## وفاته
وتوفي في 18 مارس 1996.

## روابط خارجية
- أوديسو إليتيس على موقع IMDb (الإنجليزية)
- أوديسو إليتيس على موقع الموسوعة البريطانية (الإنجليزية)
- أوديسو إليتيس على موقع مونزينجر (الألمانية)
- أوديسو إليتيس على موقع ميوزك برينز (الإنجليزية)
- أوديسو إليتيس على موقع إن إن دي بي (الإنجليزية)
- أوديسو إليتيس على موقع أول ميوزيك (الإنجليزية)
- أوديسو إليتيس على موقع ديسكوغز (الإنجليزية)
- أوديسو إليتيس على موقع قاعدة بيانات الفيلم (الإنجليزية)